# World's Edge Studio
World's Edge Studio, LLC é um estúdio americano produtor de jogos eletrônicos, subsidiária da Xbox Game Studios, fundado por Adam Isgreen, ex-diretor da franquia Command and Conquer, junto de Shannon Loftis, diretora da XGS Global Publishing. O estúdio tem a missão de cuidar e produzir jogos da franquia Age of Empires, e de futuros jogos de estratégia em tempo real da Microsoft.
Seu primeiro trabalho foi coproduzir junto da Forgotten Empires Games a edição definitiva de Age of Empires II, lançada em 14 de novembro de 2019, e desde então eles vêm trabalhando junto da Relic Entertainment na produção do futuro Age of Empires IV, além de coproduzir Age of Empires III: Definitive Edition, com a Tantalus Media.

## Jogos produzidos
| Título                                 | Publicadora                   | Plataforma        | Ano de lançamento | Notas                                                    |
| -------------------------------------- | ----------------------------- | ----------------- | ----------------- | -------------------------------------------------------- |
| Age of Empires II: Definitive Edition  | Xbox Game Studios             | Microsoft Windows | 2019              | Coproduzido com Forgotten Empires Games                  |
| Age of Empires III: Definitive Edition | Xbox Game Studios             | Microsoft Windows | 2020              | Coproduzido com Forgotten Empires Games e Tantalus Media |
| Age of Empires IV                      | Xbox Game Studios             | Microsoft Windows | 2021              | Coproduzido com Relic Entertainment                      |
| Age of Mythology: Retold               | Xbox Game Studios             | Microsoft Windows | 2024              |                                                          |
| Age of Empires: Mobile                 | Xbox Game Studios/TiMi Studio | Android, IOS      | 2024              |                                                          |